# Vanadin
Vanadin  är ett hårt, metalliskt grundämne. Det har atomnummer 23 i det periodiska systemet och används främst i hårda legeringar t.ex. tillsammans med krom som ofta används i verktyg. Metallen är det 20:de mest förekommande grundämnet i jordskorpan (0,012%) och något vanligare än exempelvis nickel och koppar.

## Egenskaper
Vanadin är en stålgrå, hård (6,7 på Mohs hårdhetsskala), metall som t.ex. kan kallvalsas till trådar. Ofta finns små mängder föroreningar i metallen, vilka gör den hård och spröd. I massiv form är vanadin stabilt mot luft, alkali, kall saltsyra och svavelsyra men angrips snabbt av salpetersyra.

## Användning
Ungefär 80 % av allt vanadin används i legeringar med andra metaller. 
Andra användningsområden är:
- i vanadinpentoxid (V2O5) vilket används som katalysator vid framställning av svavelsyra.
- i elektroplätering på stål för att skydda mot rost.
- i kärnreaktorer för att stoppa neutroner.
- i vanadinbatterier.

## Föreningar
- Vanadinpentoxid är den troligen vanligaste vanadinföreningen.
- Vanadindioxid kan användas för att täcka glas så det stoppar infraröd strålning.
- Vanadylsulfat används ibland som ett kosttillskott för att höja insulinnivåer i blodet.

## Förekomst
Numera torde titanomagnetiter, där vanadin ofta finns (oxidbundet), vara den huvudsakliga råvarukällan.
Vanadin finns inte i fri form i naturen, men i många föreningar som t.ex. vanadinsulfid (VS4) eller i kombination med bly och klor. Vanadinhalten i den översta jordskorpan beräknas till ca 0,015 %; de viktigaste egna mineralen är roscoelit, karnotit, vanadinit och petronit.
Vanadin fyller en viktig biologisk funktion hos vissa typer av havsdjur och vissa lavar och tas också upp i betydande mängd av röd flugsvamp. Samtidigt är höga halter skadligt för bland annat en del bakterier. Vissa skiffrar kan innehålla höga halter av vanadin, liksom vissa råoljor.
Det finns också uppgifter om att myrmalm skulle hålla små men förhöjda vanadinhalter. Detta gäller sannolikt även sjömalm och över huvud taget limonit, FeOOH, som haft tillfälle att adsorbera vanadater ur vanadinhaltiga lösningar. Järnoxidhydroxid är nämligen känd för att adsorbera arsenik och sjö- och myrmalmer för fosfatinnehåll och fosfat- arsenat- och vanadatjoner har liknande kemiska egenskaper.

## Framställning
Vanadin framställs genom att reducera vanadinpentoxid med kalciummetall.
V2O5 + 5Ca → 2V + 5CaO

## Historia
Ämnet upptäcktes av den spansk-mexikanske vetenskapsmannen Andrés Manuel del Río i blymalm från Cardonalgruvan i Zimapán i Mexiko 1801. Han gav den nya metallen namnet erythronium eftersom dess salter vid upphettning avgav en röd färgton. Hippolyte Victor Collet-Descotils undersökte dock 1805 erythronium 1805 och menade då att ämnet inte var något annat än krom, vilket kom att bli den allmänna uppfattningen.
Grundämnet återupptäcktes 1831 av kemisten och geologen Nils Gabriel Sefström som hittade det i stångjärn framställt ur malm från Tabergsgruvan i Småland och uppkallade det efter gudinnan Vanadis (även Freja eller Fröja). Friedrich Wöhler upptäckte senare att erythronium och vanadin var identiska.
Metallen framställdes först av Henry Enfield Roscoe år 1869.